# Cieli di Toscana
Cieli di Toscana è un album di Andrea Bocelli, realizzato nel 2001 per l'etichetta Sugar e distribuito da Universal. Nelle prime tre settimane vendette due milioni e mezzo di copie in tutto il mondo, riuscendo a vendere in totale oltre quattro milioni e mezzo di copie. Grandi collaborazioni per un grande disco: Tony Renis e Celso Valli per le canzoni Melodramma e Mascagni, Mauro Malavasi con il suo arrangiamento di Resta qui di Matteo Musumeci, vincitore nello stesso anno del concorso di composizione internazionale Premio Bocelli 2001, il cui testo è stato scritto dallo stesso Andrea Bocelli. Voce narrante di Bono degli U2 nel brano L'incontro, poesia scritta da Bocelli per la nascita del figlio Amos.

## Tracce
1. Melodramma – 4:08
2. Mille lune mille onde – 3:59
3. E sarà a settembre (Someone Like You) – 5:03
4. Chiara – 4:00
5. Mascagni – 4:10
6. Resta qui – 4:07
7. Il mistero dell'amore – 4:27
8. Se la gente usasse il cuore – 4:58
9. Si voltò – 4:05
10. L'abitudine – 4:20
11. L'incontro – 4:51
12. E mi manchi tu – 5:00
13. Il diavolo e l'angelo – 4:01
14. L'ultimo re – 3:48

## Formazione
- Andrea Bocelli – voce
- Robin Smith – tastiera, chitarra
- Luca Bignardi – programmazione
- Paolo Gianolio – chitarra acustica, programmazione, basso
- Celso Valli – tastiera, programmazione, pianoforte
- Francesco Sartori – tastiera, sintetizzatore
- Luca Malaguti – programmazione
- Gary Miller – chitarra, programmazione
- Arturo Fornasari – chitarra
- Massimo Guantini – pianoforte
- John Reid – basso
- Paolo Valli – batteria
- Mauro Malavasi – pianoforte, tastiera, percussioni
- Luis Jardim – percussioni
- Fausto Mesolella – chitarra
- Leo Z – tastiera, percussioni
- Adam Phillips – chitarra
- Gary Miller – chitarra, programmazione
- Coro Arcobaleno – cori

## Classifiche

### Classifiche settimanali
| Classifica (2001) | Posizione massima |
| ----------------- | ----------------- |
| Australia         | 6                 |
| Austria           | 4                 |
| Belgio (Fiandre)  | 12                |
| Belgio (Vallonia) | 11                |
| Canada            | 10                |
| Danimarca         | 16                |
| Europa            | 2                 |
| Finlandia         | 9                 |
| Francia           | 18                |
| Germania          | 3                 |
| Grecia            | 3                 |
| Irlanda           | 3                 |
| Islanda           | 9                 |
| Italia            | 4                 |
| Norvegia          | 2                 |
| Nuova Zelanda     | 2                 |
| Paesi Bassi       | 1                 |
| Polonia           | 6                 |
| Portogallo        | 2                 |
| Repubblica Ceca   | 27                |
| Regno Unito       | 3                 |
| Stati Uniti       | 11                |
| Svezia            | 1                 |
| Svizzera          | 8                 |
| Ungheria          | 4                 |

### Classifiche di fine anno
| Classifica (2001) | Posizione |
| ----------------- | --------- |
| Australia         | 39        |
| Austria           | 44        |
| Danimarca         | 56        |
| Europa            | 43        |
| Francia           | 94        |
| Germania          | 94        |
| Italia            | 21        |
| Paesi Bassi       | 6         |
| Regno Unito       | 50        |
| Svizzera          | 58        |
| Classifica (2002) | Posizione |
| Australia         | 40        |
| Europa            | 54        |
| Paesi Bassi       | 33        |
| Stati Uniti       | 65        |